# Pittosporum kerrii
Pittosporum kerrii är en tvåhjärtbladig växtart som beskrevs av William Grant Craib. Pittosporum kerrii ingår i släktet Pittosporum och familjen Pittosporaceae. Inga underarter finns listade.